# Велланский, Даниил Михайлович
Даниил Михайлович Велланский (при рождении — Кавунник; 11 [22] декабря 1774, Борзна — 15 [27] марта 1847, Москва) — русский философ, профессор физиологии, первый в России пропагандист учения Ф. В. Й. Шеллинга.

## Биография
Велланский, сын кожевника, по прозвищу Кавунник, родился в г. Борзне Черниговской губернии. Поступив в Киевскую духовную академию, Велланский переменил прозвище Кавунник на фамилию Велланский (vaillant). Как лучший воспитанник Духовной академии, он был прислан в Петербург для заграничной командировки; но по обстоятельствам, от него не зависящим, остался в Петербурге, и в 1796 г. поступил в Медицинскую школу, вскоре преобразованную в Медико-хирургическую академию. В 1802 г. Велланский послан за границу для усовершенствования в естественных и медицинских науках.
В Германии, слушая одновременно с Лоренцем Океном лекции Шеллинга и Стеффенса, он увлёкся идеями натурфилософской школы и стал страстным поборником её изучения. Он первый внёс философский стиль этой школы в русскую речь. По возвращении из-за границы Велланский представил Академии диссертацию «De reformatione theoriae medicinae et physicae auspicio philosophiae naturalibus inuente», но никто не решался возражать знатоку учения Шеллинга, несмотря на то, что три раза назначался в конференции публичный диспут. Таким образом, в 1807 году Велланскому без диспута была дана учёная степень доктора медицины и хирургии.
Вскоре Велланский получил в Академии кафедру анатомии и физиологии, которую он занимал до 1837 года. Многие из его учеников признавали, что преподавание Велланского (без опытов) было слишком отвлечённо и мало полезно для медиков-практиков; другие считали его даже вредным, так как оно завлекало слушателя в область гипотез, не подтверждаемых явлениями; зато все признавали, что Велланский знал глубоко по своему времени естественные науки и умел возбуждать своим горячим словом в молодых людях охоту мыслить систематически: «Наука, — говаривал Велланский, — не в сборнике сведений, наблюдений, опытов, а в выводе из тех и других общих законов и т. д.».
Один из современников Велланского, д-р Гейне, в некрологе Велланского, напечатанном в «Medizinische Zeitung Russland’s», 1847 г., называет Велланского «русским Шеллингом» и сожалеет, что Велланский несправедливо и мало оценён русским обществом за свои труды. Из многочисленных его переводов и оригинальных сочинений особенною известностью пользовались «Животный магнетизм» по Карлу Клуге — с немецкого, с дополнением переводчика (труд, который сам Велланский впоследствии считал неудачным), а также «Физика» (опытная, наблюдательная и умозрительная, 900 стр.). Главные основы её были прочитаны Велланским в 1831 г. в виде публичных лекций, привлекших немногочисленных слушателей, всего 25 человек, но слушателей постоянных, заплативших по 100 рублей.
Физика Велланского довольно оригинально разобрана, одновременно с «Основаниями физики о силах» московского профессора М. Г. Павлова, неизвестным автором, в брошюре под заглавием «Разбор физики г. Велланского и других новейших авторов» (СПб., 1834). Павлов, тоже ученик Шеллинга и Окена, оказывал особенное внимание и уважение Велланскому и особенно старался привлечь Велланского к чтению публичных курсов в Москве, об основах натурфилософии, обеспечивая ему вознаграждение по 1000 руб. ассигнациями за лекции.
Последние девять лет жизни Велланский был слепым, но, несмотря на это лишение, не переставал заниматься литературой. Его супруга (урожд. Тон) особенно помогала в литературной работе Велланского и много написала под его диктовку. Одна из рукописей, не пропущенная духовной цензурой, под заглавием «Животный магнетизм и теллуризм» хранится в библиотеке Императорской военно-медицинской академии. Велланскому поставлен по подписке, с высочайшего соизволения, надгробный памятник на Большой Охте, около церкви (интересные воспоминания о Велланском написаны Н. Розановым в «Русском Вестнике» за 1867 г., том 72, стр. 99 — 137).

## Сочинения
- Пролюзия к медицине как основательной науке, 1805
- Биологическое исследование Природы в творящем и творимом её качестве, содержащее основные начертания всеобщей физиологии, 1812
- Обозрение главных содержаний философического естествознания, начертанное из сочинений Окена, 1815
- Опытная, наблюдательная и умозрительная физика, 1831
- Основное начертание общей и частной физиологии, или физики органического мира, 1836